# Ophiomyia albivenis
Ophiomyia albivenis är en tvåvingeart som beskrevs av Spencer 1959. Ophiomyia albivenis ingår i släktet Ophiomyia och familjen minerarflugor. Inga underarter finns listade i Catalogue of Life.